# 正反打
正反打（英語：shot reverse shot）是一項電影拍攝技巧，是指用兩台攝像機分別拍攝兩個角色，剪輯時在兩個鏡頭間相互切換，其中每個鏡頭都展現兩人中的一人看向另一人，且兩個角色在各自的鏡頭中朝向相反的方向。這樣的拍攝和剪輯會使观众認為兩個角色是面對面的。

## 背景
正反打是好萊塢連貫性剪輯風格的重要元素，這種剪輯風格將鏡頭間的切換弱化，讓觀看者把多個鏡頭當成是一個依次發生的連貫事件。正反打也是視線匹配的例子之一。